# Tour de France 2011/5. Etappe
Die 5. Etappe der Tour de France 2011 am 6. Juli führte über 164,5 km von Carhaix nach Cap Fréhel. Auf der Etappe gab es eine Sprintwertung und eine Bergwertung der 4. Kategorie. Es gingen noch 197 der 198 gemeldeten Fahrer an den Start.

## Rennverlauf
Wenige Kilometer nach dem Start konnte sich Tristan Valentin absetzen, dem José Iván Gutiérrez, Sébastien Turgot und Anthony Delaplace folgten. Letzterer sicherte sich den einzigen Bergpunkt der Etappe, während der Abstand der Gruppe auf über sechs Minuten wuchs.
Im Feld, das vom Team Garmin-Cervélo angeführt wurde, kam es zu mehreren Stürzen, insbesondere nach dem Zwischensprint, der bei den Ausreißern von Sébastien Turgot und im Feld von Borut Božič gewonnen wurde. Besonders schwer stürzte Janez Brajkovič, der daraufhin das Rennen aufgeben und mit dem Krankenwagen abtransportiert werden musste. Bei diesem Sturz kam auch Robert Gesink zu Fall, der das Rennen aber ebenso fortsetzen konnte wie kurz darauf Alberto Contador. Mit Christophe Kern wurde in diesen Minuten eine zweite Aufgabe gemeldet. Kurz darauf kamen auch Tom Boonen und Gert Steegmans zu Fall, die aber das Rennen fortsetzen konnten, wobei Boonen später mit über 13 Minuten Rückstand ins Ziel kam.
Unterdessen wurden durch die beschleunigte Fahrt des Feldes die Ausreißer 45 km vor dem Ziel wieder eingeholt, was weitere Attacken auslöste, wobei sich Jérémy Roy und Thomas Voeckler absetzen konnten. Durch die gemeinsame Anstrengung mehrerer Teams wurden aber beide nacheinander wieder eingeholt. Vor dem Ziel attackierte Edvald Boasson Hagen, im Schlusssprint setzte sich jedoch Mark Cavendish gegen Philippe Gilbert durch.

## Punktewertung
| Zwischensprint in Goudelin nach 131 km auf 156 m |                        |                            |         |
| 1.                                               | Frankreich             | Sébastien Turgot (EUC)     | 20 Pkt. |
| 2.                                               | Frankreich             | Tristan Valentin (COF)     | 17 Pkt. |
| 3.                                               | Spanien                | José Iván Gutiérrez (MOV)  | 15 Pkt. |
| 4.                                               | Frankreich             | Anthony Delaplace (SAU)    | 13 Pkt. |
| 5.                                               | Slowenien              | Borut Božič (VCD)          | 11 Pkt. |
| 6.                                               | Kolumbien              | Leonardo Duque (COF)       | 10 Pkt. |
| 7.                                               | Frankreich             | Romain Feillu (VCD)        | 9 Pkt.  |
| 8.                                               | Belgien                | Philippe Gilbert (OLO)     | 8 Pkt.  |
| 9.                                               | Frankreich             | Mickaël Delage (FDJ)       | 7 Pkt.  |
| 10.                                              | Russland               | Wladimir Issaitschew (KAT) | 6 Pkt.  |
| 11.                                              | Vereinigtes Konigreich | Mark Cavendish (THR)       | 5 Pkt.  |
| 12.                                              | Spanien                | Francisco Ventoso (MOV)    | 4 Pkt.  |
| 13.                                              | Italien                | Alessandro Petacchi (LAM)  | 3 Pkt.  |
| 14.                                              | Belgien                | Gert Steegmans (QST)       | 2 Pkt.  |
| 15.                                              | Australien             | Mark Renshaw (THR)         | 1 Pkt.  |

| Zielsprint in Lisieux nach 226,5 km auf 141 m |                        |                             |         |
| 1.                                            | Vereinigtes Konigreich | Mark Cavendish (THR)        | 45 Pkt. |
| 2.                                            | Belgien                | Philippe Gilbert (OLO)      | 35 Pkt. |
| 3.                                            | Spanien                | José Joaquín Rojas (MOV)    | 30 Pkt. |
| 4.                                            | Frankreich             | Tony Gallopin (COF)         | 26 Pkt. |
| 5.                                            | Vereinigtes Konigreich | Geraint Thomas (SKY)        | 22 Pkt. |
| 6.                                            | Deutschland            | André Greipel (OLO)         | 20 Pkt. |
| 7.                                            | Frankreich             | Sébastien Hinault (ALM)     | 18 Pkt. |
| 8.                                            | Frankreich             | William Bonnet (FDJ)        | 16 Pkt. |
| 9.                                            | Italien                | Daniel Oss (LIQ)            | 14 Pkt. |
| 10.                                           | Norwegen               | Thor Hushovd (GRM)          | 12 Pkt. |
| 11.                                           | Australien             | Cadel Evans (BMC)           | 10 Pkt. |
| 12.                                           | Deutschland            | Andreas Klöden (RSH)        | 8 Pkt.  |
| 13.                                           | Frankreich             | Arnold Jeannesson (FDJ)     | 6 Pkt.  |
| 14.                                           | Australien             | Stuart O’Grady (LEO)        | 4 Pkt.  |
| 15.                                           | Belgien                | Jurgen Van Den Broeck (OLO) | 2 Pkt.  |

## Aufgaben
- Janez Brajkovič (TRS): Sturz während der Etappe
- Christophe Kern (EUC): Aufgabe während der Etappe